# 基督路小教会
基督路小教会（キリストろうそうきょうかい、基督路小教會、英語：The Narrow Church）は、香港にあるプロテスタントのルーテル派単立教会。

## 教役者
- 主任牧師：張大衛、担任：梁君培